# Поверхня Больци
Поверхня Больци (крива Больци) — компактна ріманова поверхня роду 2 з максимальним можливим порядком конформної групи автоморфізмів для цього порядку, а саме, з групою GL2(3) порядку 48. Повна група автоморфізмів (включно з відобиттями) є напівпрямим добутком {\displaystyle GL_{2}(3)\rtimes \mathbb {Z} _{2}} порядку 96. Афінну модель поверхні Больци можна отримати як геометричне місце точок, що задовольняють рівнянню
{\displaystyle y^{2}=x^{5}-x}
в {\displaystyle \mathbb {C} ^{2}}. Поверхня є гладким розширенням афінної кривої. З усіх гіперболічних поверхонь роду 2 поверхня Больци має найвищу систолу. Як гіпереліптична ріманова поверхня вона виникає як розгалужене подвійне покриття ріманової сфери з точками розгалуження в шести вершинах правильного октаедра, вписаного в сферу, що видно з наведеної формули.
Увів Оскар Больца 1887 року.

## Трикутна поверхня

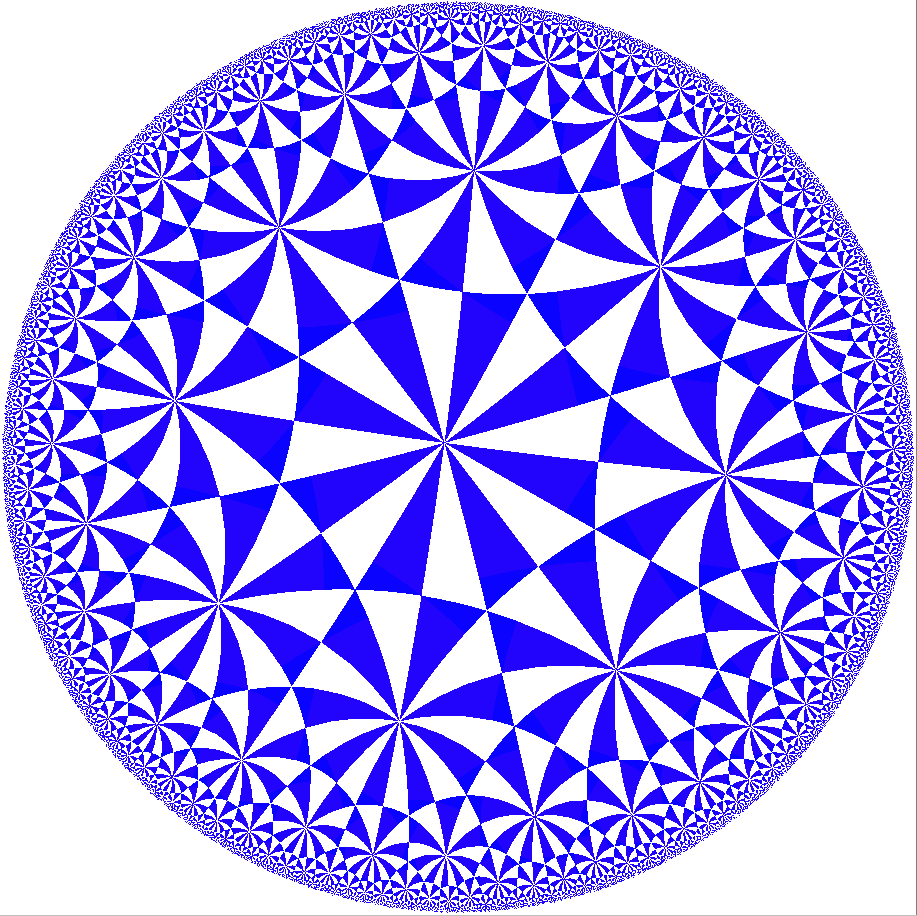
Замощення поверхні Больци відображеннями області є часткою.

Поверхня Больци є (2,3,8)-трикутною поверхнею (трикутник Шварца): фуксова група, що визначає поверхню Больцы, є підгрупою групи, утвореної відбиттями відносно сторін гіперболічного трикутника з кутами {\displaystyle {\tfrac {\pi }{2}},{\tfrac {\pi }{3}},{\tfrac {\pi }{8}}}. Ця підгрупа є підгрупою з індексом групи відбиттів, що складається з добутку парного числа відбиттів і має абстрактне подання в термінах генераторів {\displaystyle s_{2},s_{3},s_{8}} та відношень {\displaystyle s_{2}{}^{2}=s_{3}{}^{3}=s_{8}{}^{8}=1}, а також {\displaystyle s_{2}s_{3}=s_{8}}. Фуксова група {\displaystyle \Gamma }, яка визначає поверхню Больци, є також підгрупою (3,3,4) групи трикутника, яка є підгрупою з індексом 2 групи трикутника (2,3,8). Група (2,3,8) немає реалізації у термінах алгебри кватерніонів, але група (3,3,4) — має.
Під дією {\displaystyle \Gamma } на диск Пуанкаре фундаментальною областю поверхні Больци є правильний восьмикутник з кутами {\displaystyle {\tfrac {\pi }{4}}} у точках
{\displaystyle p_{k}=2^{-{\tfrac {1}{4}}}e^{i\left({\tfrac {\pi }{8}}+k{\tfrac {\pi }{4}}\right)}} ,
де {\displaystyle k=0,\ldots ,7}. Протилежні сторони восьмикутника ототожнюються під впливом фуксової групи. Генераторами служать матриці:
{\displaystyle g_{k}={\begin{pmatrix}1+{\sqrt {2}}&(2+{\sqrt {2}})\alpha e^{i{\tfrac {k\pi }{4}}}\\(2+{\sqrt {2}})\alpha e^{-i{\tfrac {k\pi }{4}}}&1+{\sqrt {2}}\end{pmatrix}}},
де {\displaystyle \alpha ={\sqrt {{\sqrt {2}}-1}}} і {\displaystyle k=0,\ldots ,3}, разом із оберненими їм. Генератори задовольняють співвідношенню:
{\displaystyle g_{0}g_{1}^{-1}g_{2}g_{3}^{-1}g_{0}^{-1}g_{1}g_{2}^{-1}g_{3}=1.}